# 경주 전씨
경주 전씨(慶州 全氏)는 경상북도 경주시를 본관으로 하는 한국의 성씨이다.

## 역사
경주 전씨(慶州 全氏)는 정선 전씨(旌善 全氏)에서 직계 분적된 성씨 본관이기도 하다.
경주 전씨(慶州 全氏)의 시조는 고려 고종(高麗 高宗) 치세 시기에 병마사(兵馬使)를 거쳐 안렴사(按廉使) 등을 역임한 전공식(全公植)이라는 무관 장군(武官 將軍)인데 그는 정선 전씨(旌善 全氏)의 도시조인 삼국 시대 백제 개국공신 전섭(全聶)의 먼 직계 후손이다.

## 현대 인물
- 전광용 : 소설가 겸 국문학자. 서울대학교 명예교수 역임.